# Fragments (Submotion Orchestra)
Fragments è il secondo album del gruppo inglese Submotion Orchestra, pubblicato dalla Exceptional Records nel 2012.

## Tracce
Compact disc
1. Intro – 3:16
2. Blind Spot – 6:46
3. Thinking – 7:12
4. Snow – 4:28
5. Sleepwalker – 5:06
6. Bird Of Prey – 4:54
7. Times Strange – 5:08
8. Eyeline – 5:31
9. It's Not Me It's You – 4:41
10. Fallen – 3:41
11. Thousand Yard Stare – 5:48
12. Coming Up For Air – 6:24

Durata totale: 62:55

## Formazione
- Ruby Wood: voce
- Dom 'Ruckspin' Howard: produttore
- Tommy Evans: percussioni
- Taz Modi: tastiere
- Simon Beddoe: tromba
- Danny Templeman: percussioni
- Chris 'Fatty' Hargreaves: basso